# Плат (река)
Плат (река) (енгл. Platte River) је река која протиче кроз САД. Дуга је 499 km. Протиче кроз америчку савезну државу Nebraska. Улива се у реку Мисури. Већим делом свог тока је муљевита, широка и плитка.
Долина око реке Плат је имала значајну улогу у ширењу на запад САД. Њом је пролазило неколико значајних путева насељавања запада, као што су: Орегонска стаза, Калифорнијска стаза, Мормонска стаза и Боузман стаза. Први европљани који су открили реку Плат били су француски истраживачи и трапери око 1714. У почетку су је звали Небраскијер (Небраска), што потиче од имена реке на језику народа Оте, што значи "равна вода". Овај назив је веома сличан француској реченици "rivière plate" ("равна река"), од које највероватније потиче данашње име реке Плат.